# Antonín Chmelík
Antonín Chmelík (8. dubna 1891 – 16. září 1954) byl československý politik a meziválečný poslanec Národního shromáždění za Ligu proti vázaným kandidátním listinám, později za Národní sjednocení.

## Biografie
Za první světové války byl spolupracovníkem Jiřího Stříbrného a působil v protirakouském odboji. Své vzpomínky na válečné aktivity sepsal v knize Odboj. Revoluční činnost dělníků za války. Profesí byl soukromým úředníkem. Podle údajů z roku 1935 bydlel v Praze.
Koncem 20. let 20. století se angažoval v politických formacích, které vytvořil Jiří Stříbrný. Roku 1927 takto vznikla Slovanská strana národně socialistická. Chmelík reprezentoval stranické křídlo z Žižkova. Pak to byla Liga proti vázaným kandidátním listinám (později zvaná Národní liga), za kterou pronikl po parlamentních volbách v roce 1929 do Národního shromáždění (mandát ovšem získal až dodatečně, poté co byl poslaneckého křesla zbaven Radola Gajda). Chmelík zasedal od roku 1931 ve výkonném výboru Ligy. 1. sjezd Národní ligy počátkem listopadu 1930 ho zvolil za místopředsedu pražského župního výboru strany. Byl zároveň majitelem, vydavatelem a odpovědným redaktorem týdeníku Národní liga.
V parlamentních volbách v roce 1935 byl zvolen za Národní sjednocení, do kterého Liga dočasně vstoupila. Mandát si oficiálně podržel do zrušení parlamentu roku 1939, přičemž ještě v prosinci 1938 přestoupil do poslaneckého klubu nově utvořené Strany národní jednoty.
Od konce 20. let zasedal v pražském zastupitelstvu. V roce 1927 sice byl Jiří Stříbrný zvolen členem pražského zastupitelstva, ale mandát brzy složil a Chmelík tak byl faktickým zástupcem jeho politiky na komunální úrovni. V roce 1930 se zde uvádí jako zástupce Strany slovanských národních socialistů. Kritizoval tehdy jako opoziční zastupitel stav obecního hospodaření. V druhé polovině 30. let po odchodu stoupenců Stříbrného z Národního sjednocení tíhl k národně demokratické částí Národního sjednocení a za ni kandidoval na 3. místě kandidátky v komunálních volbách roku 1938. Poté, co bylo v únoru 1939 rozpuštěno zastupitelstvo hlavního města Prahy, byl Chmelík jmenován do šedesátičlenné správní komise. Byl tehdy úředníkem pojišťovny. Po německé okupaci byl členem výboru Národního souručenství.